# Гвоздня (приток Шести)
Гвоздня — река в России, течёт по территории Пушкиногорского и Опочецкого районов Псковской области. Устье реки находится в 24 км от устья Шести по левому берегу. Длина реки составляет 17 км.

## Данные водного реестра
По данным государственного водного реестра России относится к Балтийскому бассейновому округу, водохозяйственный участок реки — Великая. Относится к речному бассейну реки Нарва (российская часть бассейна).
Код объекта в государственном водном реестре — 01030000112102000027918.